# Alhama de Aragón (kommunhuvudort)
Alhama de Aragón är en kommunhuvudort i Spanien.   Den ligger i provinsen Provincia de Zaragoza och regionen Aragonien, i den centrala delen av landet, 180 km nordost om huvudstaden Madrid. Alhama de Aragón ligger 662 meter över havet och antalet invånare är 1 150.
Terrängen runt Alhama de Aragón är kuperad åt nordost, men åt sydväst är den platt. Alhama de Aragón ligger nere i en dal. Runt Alhama de Aragón är det glesbefolkat, med 8 invånare per kvadratkilometer. Närmaste större samhälle är Ateca, 9,2 km öster om Alhama de Aragón. Omgivningarna runt Alhama de Aragón är i huvudsak ett öppet busklandskap.